# Dalen vasútállomás
Dalen vasútállomás vasútállomás Hollandiában, Coevorden városában.

## Vasútvonalak
Az állomást az alábbi vasútvonalak érintik:
- Zwolle–Stadskanaal-vasútvonal

## Kapcsolódó állomások
A vasútállomáshoz az alábbi állomások vannak a legközelebb:
- Nieuw Amsterdam vasútállomás
- Coevorden vasútállomás